# Рубцов, Николай Иванович (учёный)
Никола́й Ива́нович Рубцо́в (27 января 1907, село Середа, Нерехтский уезд, Костромская губерния — 28 сентября 1988, Киев) —  советский учёный-геоботаник.

## Биография
Николай Иванович Рубцов родился в 1907 года в селе Середа Владимирской губернии в многодетной семье лавочника Ивана Дмитриевича Рубцова.
Будучи ещё ребёнком, вместе с другом бежал в Персию, но по дороге был пойман и помещён в детский дом, откуда был возвращён родителям.
В 14 лет ушёл из школы и работал на ткацкой фабрике в г. Иваново-Вознесенск. Усиленно занимается самообразованием.
В 1925 году Рубцов поступает на биологический факультет Нижегородского университета. В 1929 году участвовал в экспедиции в район Общего Сырта (Уральский округ) для изучения земель сельскохозяйственного назначения.
В 1930 году, после окончания университета, был распределён в город Кзыл-Орда, Казахстан, откуда в 1933 переехал в Алма-Ату. С 1933 по 1953 работал в Казахском филиале АН СССР заместителем директора по научной работе Института почвоведения и ботаники.
В 1941 был призван на фронт командиром стрелковой роты. В результате серьёзного ранения при форсировании Днепра был демобилизован и вернулся в Алма-Ату в 1943 году.
Плохое здоровье привело Н. И. Рубцова в Крым, где он возглавил в 1955 году Отдел флоры и растительности Никитского ботанического сада, где работал до ухода на пенсию в 1973 году. Продолжал работать научным консультантом до 1987 года. В 1987 переехал в Киев, где скончался от рака в 1988 году.
Н. И. Рубцов является автором около 180 публикаций: монографий, научных и научно-популярных статей, карт растительности.
Описал 18 новых видов растений.
В честь Н.И Рубцова назван ледник в Джунгарском Алатау, Казахстан, 13 видов растений и 3 выведенных сорта.
В 1962 году получил звание Заслуженного деятеля науки УССР.

## Семья
Брат Леонид Иванович Рубцов. Жена Татьяна Ефимовна Рубцова (урожд. Ордина, 1906—1988). Сыновья Лев Николаевич (1933—2000) и Валерий Николаевич (1935—2008). Дочь Ольга Николаевна (1947—2007).

## Новые виды, описанные Н. И. Рубцовым
- Alyssum betpakdalensis N. Rubtz.

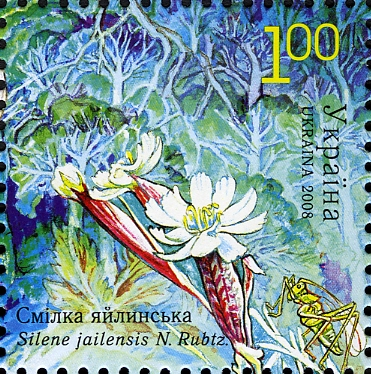
Смолка яйлинская (впервые описана Рубцовым) на марке Украины 2008 г.

- Cancriniella krascheninnikovi (N.Rubtz.) Tzvel.
- Chrysanthemum komarowii (Krasch & N.Rubtz) S.Y.Hu
- Euphrasia integriloba A.Dmitr & N.Rubtz, ex Karmyscheva
- Haplohpyllum schungaricum N.I.Rubtzov
- Jurinea dschungarica (N.Rubtz.) Iljin
- Jurinea hamulosa N.Rubtz.
- Jurinea lithophila N.Rubtz.
- Libanotis taurica N. Rubtz. (1972. Бюлл. Никитского ботан. сада, 1(17):5). 19.08.1959 г. Тип в Гербарии НБС
- Martensia popovii Rubtzov
- Pinus stankewiczii (Sukacz.) Fomin (P. pithyusa Stev. subsp. stankewiczii (Sukacz.) N. Rubtz.)
- Populus pseudotremula N. Rubtz.
- Silene jailensis N. Rubtz. (1974, Бюлл. Никитского ботан. сада, 2(24):5). 27.07.1973 г. Тип в Гербарии НБС

## Новые виды, названные в честь Н. И. Рубцова
- Astragallus rubtzobi Boriss.
- Populus rubtzovi — Тополь Рубцова (ископаемый)
- Semenovia rubtzovii (Schischk.) Manden.

## Основные публикации
- Растительный покров Джунгарского Алатау (1948)
- Растительный покров СССР (1956)
- Геоботаническая карта СССР (1956)
- Карта растительности Средней Азии (1956)
- Определитель высших растений Крыма (1972)
- Флора Крыма (редактор)
- Никитский ботанический сад : к 175 летию основания / Е. Ф. Молчанов, Н. И. Рубцов. — Киев: Наукова думка, 1986.